# Chavarat Charnvirakul
Chavarat Charnvirakul (tiếng Thái: ชวรัตน์ ชาญวีรกูล, phiên âm: Cha-va-lát Chan-vi-la-cun, sinh ngày 7 tháng 6 năm 1936) là một chính khách người Thái Lan. Ông từng là Thủ tướng Thái Lan tạm quyền trong cuộc khủng hoảng chính trị Thái Lan vào năm 2008.
Chavarat tốt nghiệp Đại học Thammasat năm 1966 với bằng kinh tế.
Ông gia nhập chính phủ vào năm 1994 với tư cách là Thứ trưởng Bộ Tài chính, nhiệm kỳ của ông kéo dài đến năm 1997. Năm 2008 ông tái gia nhập chính phủ với tư cách Bộ trưởng Bộ Y tế công cộng và sau đó được bổ nhiệm làm Phó Thủ tướng Thái Lan. Ông được bổ nhiệm làm Bộ trưởng Nội vụ Thái Lan trong nội các Abhisit, một vị trí mà ông giữ cho đến khi thất bại bầu cử của chính phủ vào năm 2011. Kể từ ngày 14 tháng 2 năm 2009, Chavarat là người lãnh đạo của Đảng Bhumjaithai.